# Robin Carnegie
Robin Carnegie (22. juni 1926 – 1. januar 2011) var en højtstående britisk officer og tidligere militær sekretær. Han døde fredeligt på Salisbury Hospice i januar 2011. 
Han blev uddannet ved Rugby School før han meldte sig til militæret hvor han gik ind i kavaleriregimenet i 7th Queen's Own Hussars i 1967. Han fortsatte med at være chef for ellevte pansrede brigade i 1971 og senere blev han indsat som generalkommandant for den tredje infanteridivision i 1974. 
Han blev stabschef ved hovedkvarteret British Army of the Rhine i 1976, og blev senere militær sekretær i 1978. Han var bagefter generaldirektør for den militær træning i 1981. Han var også oberst i Queen's Own Hussars. I 1955 giftede han sig med Iona Sinclair, og de fik en søn og to døtre som fik fem børnebørn før Carnegie døde i januar 2011.